# Bankiersbiljet

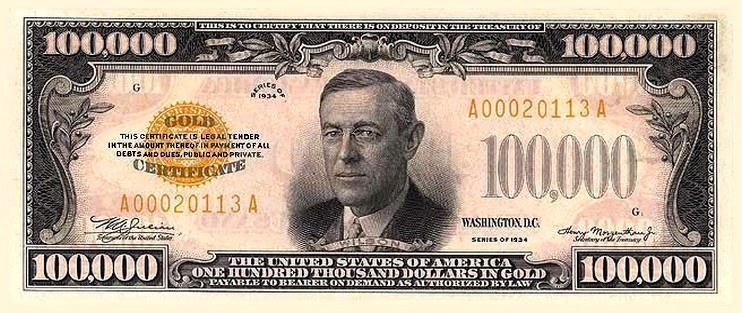
Een bankiersbiljet van 100.000 dollar

Bankiersbiljetten zijn gedrukt in verband met de schaarste aan papiergeld aan het begin van de Eerste Wereldoorlog. Deze waren bedoeld om rekeningen tussen banken te voldoen, omdat cheques onvoldoende beschikbaar waren. Alleen het ƒ 5.000,- biljet is uit depot gehaald op 3 augustus 1914. Het is niet zeker of deze biljetten daadwerkelijk hebben gecirculeerd. Naast de ƒ 5.000,- waren er ook biljetten van 10.000, 25.000 en 50.000 gulden.